# Isonzo
Isonzo (friulanska: Lisunç, slovenska: Soča), är en flod i södra Europa. Den rinner genom Slovenien och in i Italien vid städerna Nova Gorica och Gorizia. Den är 138 kilometer lång, varav 96 kilometer i Slovenien. Izonzo börjar i Trentadalen i Juliska alperna och rinner ut i Triestebukten i Adriatiska havet nära Monfalcone i Italien.

## Sträckning
Soča har sin källa i bergen ovanför Trenta, på cirka 1 100 meters höjd. Floden har en karakteristisk blågrön eller turkos färg. Klimatet här är alpint, med inflytande av medelhavsklimat.
Koritnica, Močnica och Bavšica är tillflöden till övre Soča. De rinner genom dalar med samma namn, rika på vattenfall och höga klippor.
Vid Bovec blir dalen den största floddalen i västra Juliska alperna. Den är omgiven av höga berg. Här är Soča bred och stränderna är övervuxna med pilträd och annan växtlighet. Klimatet är milt med inflytande från Medelhavet. Det här området var bebyggt tidigt, vilket bevisas av fynd från Hallstattkulturen.
Mellan Žaga och Kobarid ansluter sig floderna Učja och Sušec till Soča, som blir till en mäktig flod, som flyter vidare via Kobarid, Tolmin, Most na Soči och Nova Gorica och sedan in i Italien, där den har namnet Isonzo. Den rinner ut i Adriatiska havet nära Monfalcone i Italien.

## Historia
Sedan antiken har människor bosatt sig vid Soča på grund av dess geografiska läge. Historiker tror att den så kallade Bärnstensvägen i ett avlägset förflutet gick genom Soča-dalen. De viktigaste arkeologiska fynden är från järnåldern och har grävts ut ovanför Most na Soči (tidigare Sveta Lucija). Här har man funnit lämningar av urngravar och hus som tillhörde Hallstattkulturen. Dalen var en viktig trafikled under romartiden.
Isonzos floddal (Soča-dalen) och bergen ovanför floden var platsen för några av första världskrigets hårdaste strider under slagen vid Isonzo under åren 1915–1917. Än idag finns lämningar kvar efter kriget. Författaren Ernest Hemingway har skrivit om Soča-fronten i sin roman Farväl till vapnen.

## Turism

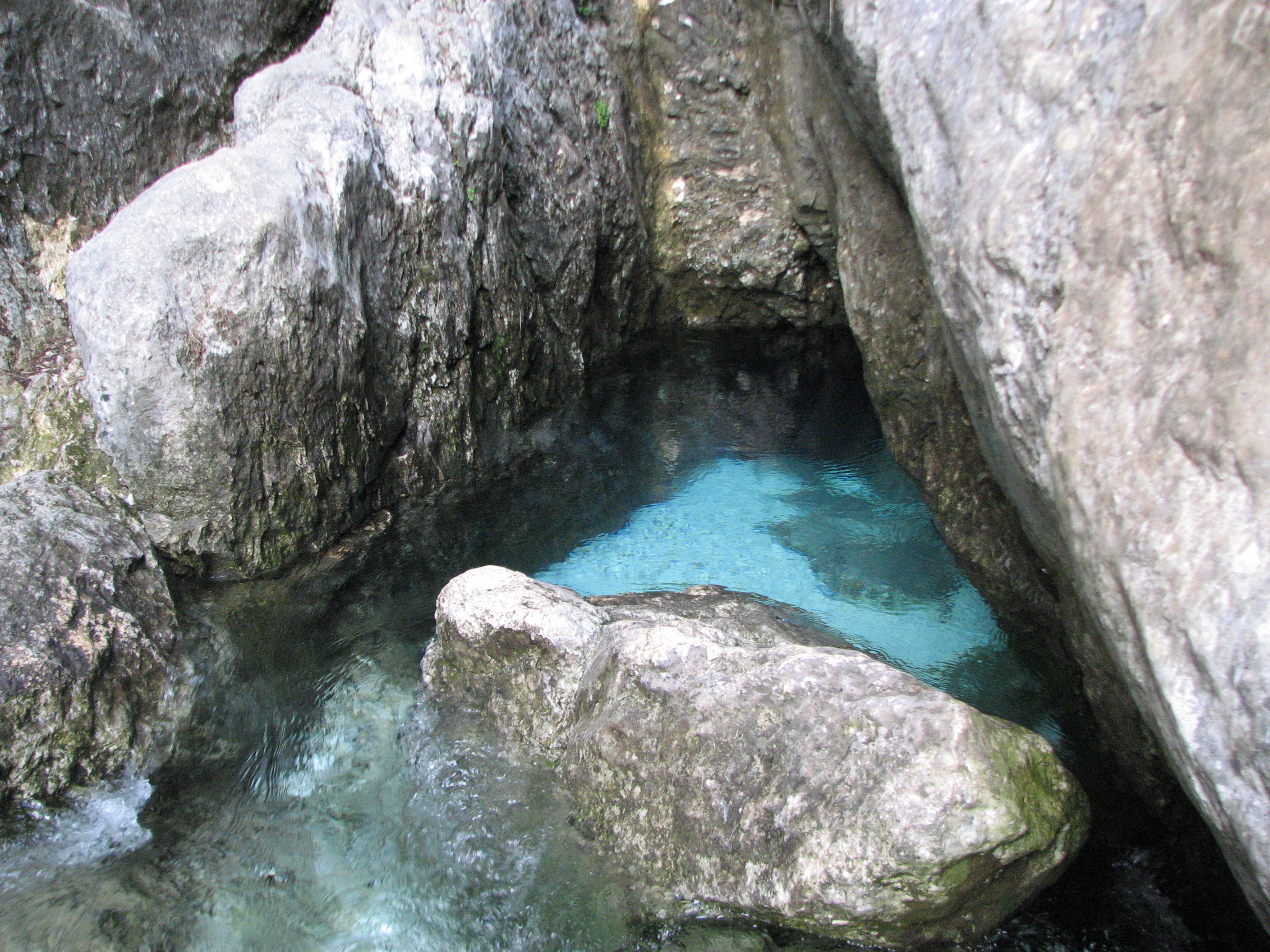
Sočas (Isonzos) källa

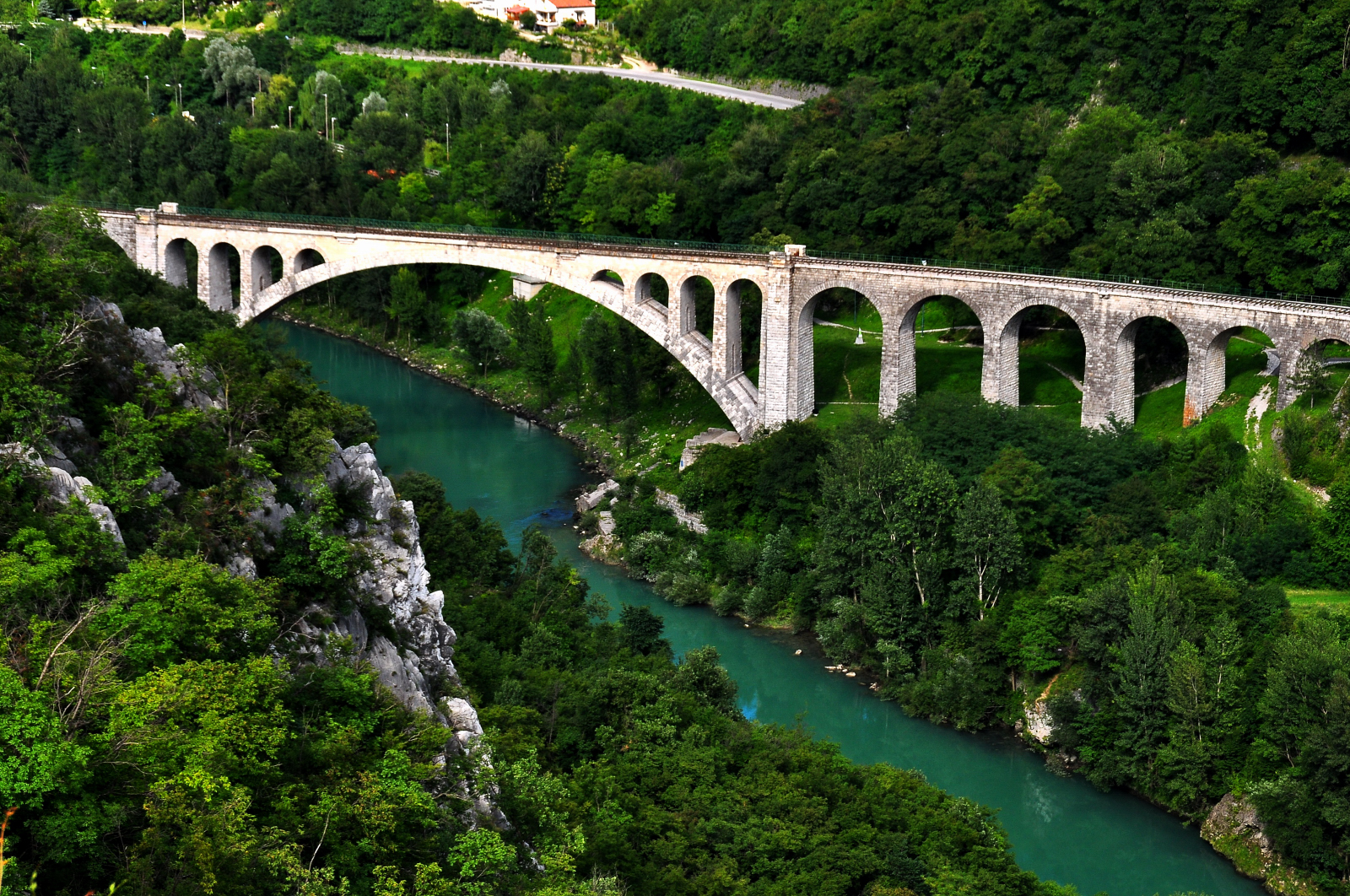
Solkanbron nära Nova Gorica